# 완도초등학교 구계분교
완도초등학교 구계분교는 대한민국 전라남도 완도군 완도읍에 있었던 초등학교 분교이다.

## 역사
- 일자미상 완도서공립심상소학교 개교
- 1941년 4월 1일 완도서공립국민학교 개편
- 일자미상 완도서국민학교 개편
- 1947년 8월 31일 폐교 및 완도동국민학교 통폐합
- 1961년 3월 5일 완도서국민학교 분리 개교 및 6학급 편성
- 1994년 3월 1일 완도국민학교 구계분교장 격하 편입
- 1996년 3월 1일 완도초등학교 구계분교 개편
- 1997년 9월 1일 폐교 및 완도초등학교 통폐합